# Flash bios
Flash BIOS of EEPROM BIOS is een herschrijfbare BIOS waarvan de in flashgeheugen opgeslagen gegevens met een speciaal programma van de fabrikant overschreven kunnen worden.